# Ermenonville-la-Grande
Ermenonville-la-Grande település Franciaországban, Eure-et-Loir megyében. Lakosainak száma 315 fő (2022. január 1.).

## Népesség
A település népességének változása:
| Lakosok száma | 196  | 216  | 260  | 321  | 322  | 324  | 319  | 317  | 319  | 315  |
|               | 1968 | 1982 | 1990 | 2006 | 2013 | 2015 | 2017 | 2019 | 2020 | 2022 |